# Richmond Sixteen
Die Richmond Sixteen waren eine Gruppe von britischen Kriegsdienstverweigerern im Ersten Weltkrieg. Sie wurden im Richmond Castle in North Yorkshire inhaftiert und später in ein Militärlager in Frankreich gebracht, wo sie zunächst aufgrund von Verweigerung von auch nicht-kampfbezogenen militärischen Aufgaben als Totalverweigerer zum Tode verurteilt wurden. Dieses Urteil wurde kurz darauf in eine Strafe von zehn Jahren Zwangsarbeit umgewandelt.

## Geschichte

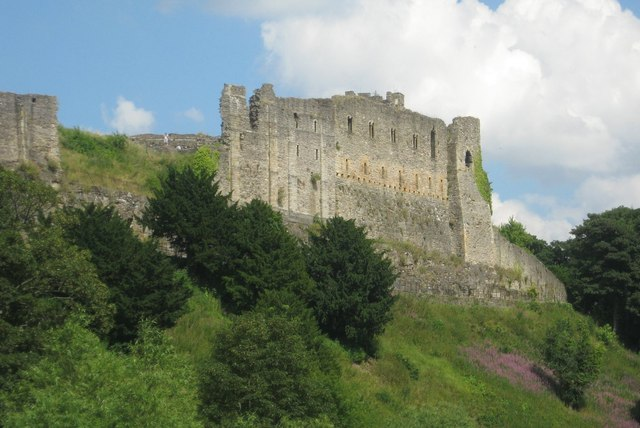
Richmond Castle, North Yorkshire

In Großbritannien wurden viele Kriegsdienstverweigerer, unter ihnen auch die Richmond Sixteen, dazu aufgefordert, den sogenannten Non-Combatant Corps (NCC) beizutreten. 1916 wurde Richmond Castle zur Basis für Non-Combatant Corps und Kriegsdienstverweigerer. Tausende Männer aus den Midlands und dem Norden Englands wurden dort untergebracht. Diese Korps waren militärische Einheiten, in denen die Männer bei unterstützenden Tätigkeiten mitgeholfen haben, ohne in den Kampf aktiv miteingeschlossen zu sein. Diese Männer wurden Alternativisten genannt. Einige lehnten es gänzlich ab, diese Aufgaben zu übernehmen und wurden als Absolutisten bezeichnet, da sie Totalverweigerung betrieben.  
Die Richmond Sixteen waren eine Gruppe absolutistischer und offizielle anerkannter Kriegsdienstverweigerer. Demnach wurden die Männer nicht in den Krieg eingezogen, sondern als Nichtkämpfer eingestuft. Als sie Aufforderungen ignorierten, sich bei den Non-Combatant Corps zu melden, wurden sie daraufhin verhaftet und schließlich in ein Non-Combatant Corps in Richmond Castle untergebracht. Dort verweigerten die Richmond Sixteen es, Uniformen zu tragen, und sämtliche andere Aufgaben. Aufgrund der Missachtung der Befehle wurden die Männer in kleine Zellen eingesperrt, bis sie vor ein Militärgericht kamen. Dort wurden sie für schuldig erklärt. Am 24. Juni 1916 wurde jeder der verurteilten Totalverweigerer zum Tode verurteilt. Dieses Todesurteil wurde später zu zehn Jahren Zwangsarbeit geändert.

## Zusammensetzung der Gruppe
Unter den inhaftierten Männern waren:
1. Norman Gaudie
2. Alfred Martlew
3. Alfred Myers
4. Charles Ernest Cryer
5. John Hubert Brocklesby
6. Leonard Renton
7. Charles Rowland Jackson
8. Robert Armstrong Lown
9. Clifford Cartwright
10. Charles Herbert Senior
11. Ernest Shillito Spencer
12. Clarence Hall
13. Stafford Hall
14. William Edwin Law
15. Herbert George Law
16. John William Routledge